# 茨城県道348号真壁停車場線
茨城県道348号真壁停車場線（いばらきけんどう348ごう まかべていしゃじょうせん）は、茨城県真壁郡真壁町（現・桜川市）古城に所在した筑波鉄道真壁駅と主要地方道との間で結ばれていた一般県道である。筑波鉄道筑波線の廃止に伴い、1997年12月25日に廃止された。

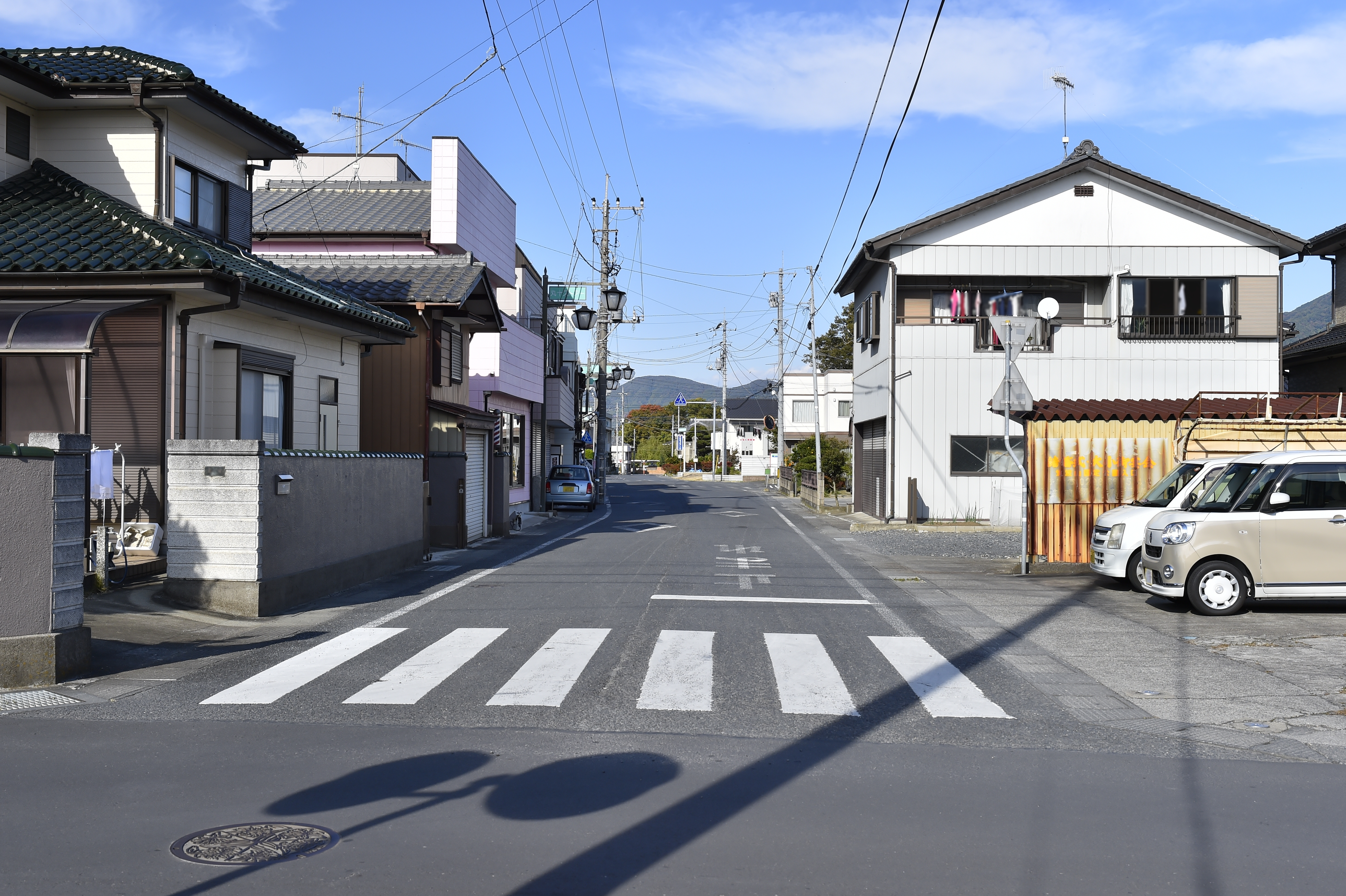
茨城県道348号真壁停車場線に指定されていた市道
桜川市真壁町古城（2022年10月）

## 路線概要
- 起点：真壁郡真壁町大字古城字大手町51-5番地（旧真壁駅）[1]
- 終点：真壁郡真壁町大字古城字二の丸317-2番地（茨城県道41号つくば益子線交点＝古城交差点）[1]
- 延長：364.0 m[1]

## 歴史
1959年（昭和34年）10月14日、新たな県道として真壁郡真壁町大字古城の真壁停車場を起点とし、県道下館石岡線（後の石岡下館線）交点を終点とする区間を本路線とする県道真壁停車場線として茨城県が県道路線認定した。1980年（昭和55年）に、真壁町中心市街地を迂回する主要地方道石岡下館線バイパス工事に伴い、同主要地方道の旧道一部区間を編入する路線延長がなされ、終点の位置が古城交差点になった。
1987年（昭和62年）に筑波鉄道真壁駅廃止となったが、本県道路線はその後も存続し、1995年（平成7年）に整理番号349となる。真壁駅廃止10年後の1997年（平成9年）12月25日に路線廃止となった。

### 年表
- 1918年（大正7年）6月7日：真壁駅が開業する。
- 1959年（昭和34年）10月14日
  - 真壁停車場線（図面対照番号292）が路線認定される[2]。
  - 前身の旧・真壁停車場線（整理番号105：真壁郡真壁町（元標） - 真壁停車場）が廃止される[3]。
  - 道路の区域は、真壁郡真壁町大字古城の真壁停車場から同郡同町大字古城の主要地方道下館石岡線交点までと決定された[4]。
- 1980年（昭和55年）9月4日：石岡下館線の一部を編入し、終点位置が主要地方道筑波益子線交点に移る[1]。
- 1987年（昭和62年）4月1日：筑波鉄道筑波線廃線により真壁駅が廃止される。
- 1995年（平成7年）3月30日：整理番号344から整理番号348に変更される[5]。
- 1997年（平成9年）12月25日：真壁停車場線が路線廃止となる[6]。

## 地理

### 接続する道路
- 茨城県道41号つくば益子線（真壁町古城 古城交差点）[注釈 1]

### 沿線
- 筑波鉄道筑波線真壁駅（廃止）